# شانزدهمین جوایز گزینش منتقدان

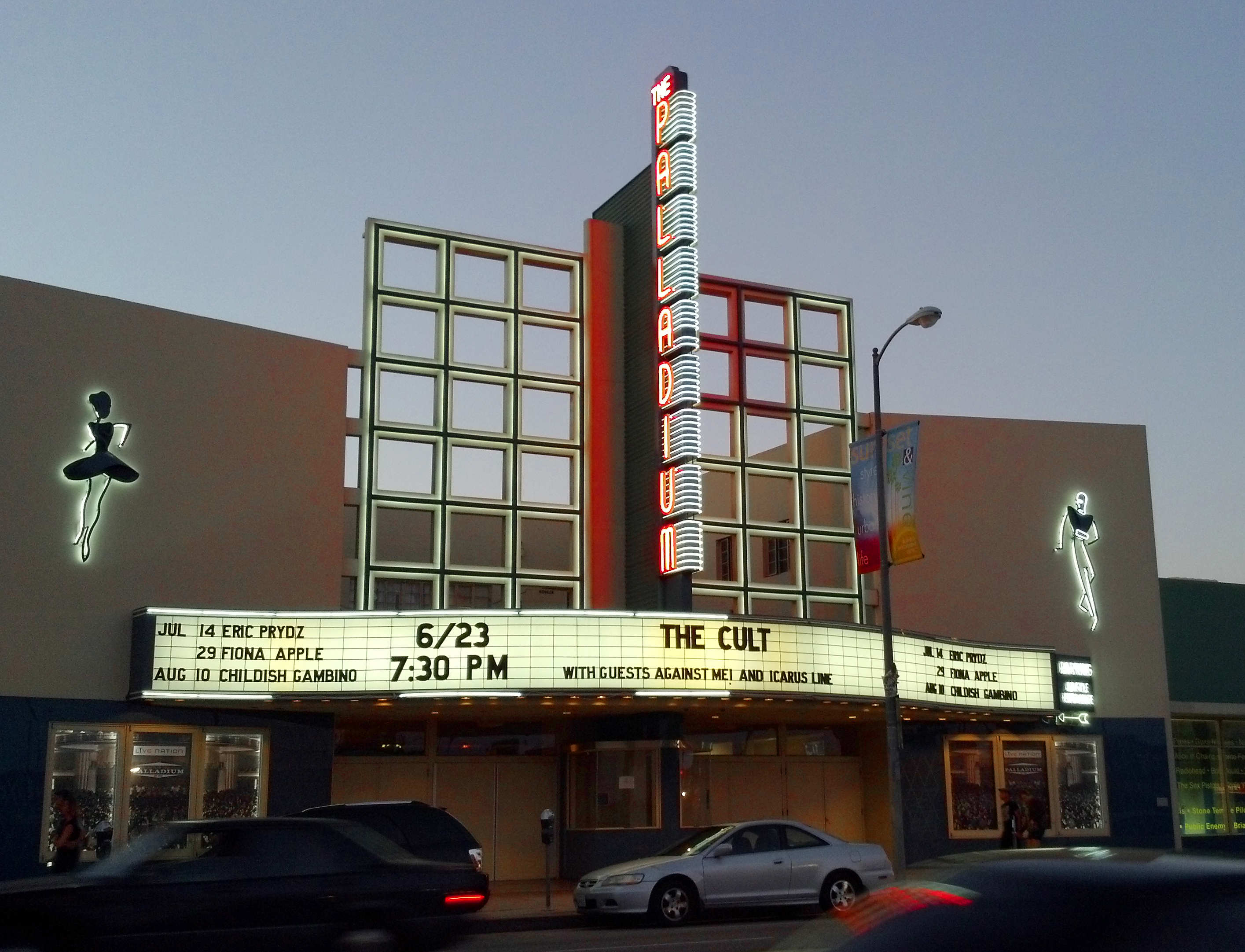
هالیوود پالادیوم سال ۲۰۱۲

در شب ۱۴ ژانویه سال ۲۰۱۰ میلادی تمامی ستارگان و کارگردانان معروف هالیوود بر روی فرش قرمز حاضر شدند و منتقدان سینمایی جوایز خود را برای بهترین‌های سال ۲۰۱۰ معرفی کردند. فهرستی برندگان این مراسم از این قرار است:

## جوایز
- بهترین فیلم: شبکه اجتماعی
- بهترین کارگردان: دیوید فینچر - شبکه اجتماعی
- بهترین بازیگر مرد: کالین فرث - سخنرانی پادشاه
- بهترین بازیگر زن: ناتالی پورتمن - قوی سیاه
- بهترین بازیگر نقش مکمل مرد: کریستین بیل - مشت زن
- بهترین بازیگر نقش مکمل زن: ملیسا لئو - مشت زن
- بهترین بازیگر نوجوان (تازه کار): هیلی استاینفلد - شهامت
- بهترین بازیگران دسته جمعی: بازیگران فیلم مشت زن
- بهترین فیلمنامهٔ اورجینال: دیوید سیدلر - سخنرانی پادشاه
- بهترین فیلمنامهٔ اقتباسی: آرون سورکین - شبکه اجتماعی
- بهترین فیلم انیمیشن: داستان اسباب بازی ۳
- بهترین فیلم اکشن: سرآغاز
- بهترین فیلم کمدی: ایزی ای
- بهترین فیلم خارجی زبان: دختری با خالکوبی اژدها
- بهترین فیلم مستند: در انتظار سوپرمن
- بهترین فیلم تلویزیونی: صلح طلب
- بهترین ترانه: (If I Rise) اگر صعود کنم - ۱۲۷ ساعت
- بهترین آهنگساز: ترنت رزنور و آتیکوس رز - شبکه اجتماعی
- بهترین فیلمبرداری: سرآغاز
- بهترین کارگردانی هنری: سرآغاز
- بهترین تدوین: سرآغاز
- بهترین طراحی مدل لباس: آلیس در سرزمین عجایب
- بهترین گریم: آلیس در سرزمین عجایب
- بهترین صدا گذاری: سرآغاز